# Comment savoir
Pour plus de détails, voir Fiche technique et Distribution.
Comment savoir (How Do You Know) est un film américain réalisé par James L. Brooks, sorti en 2010.
Le film est un échec aussi bien critique que commercial. C'est le dernier film qu'a tourné Jack Nicholson avant de mettre fin à sa carrière d'acteur.

## Synopsis
Lisa Jorgenson est une passionnée de sport et pratiquante de softball. Exclue de l'équipe nationale, elle est totalement désemparée. Elle fait alors la connaissance de Matty Reynolds, lanceur de l'équipe professionnelle de baseball des Nationals de Washington. Mais Matty est un séducteur invétéré et égocentrique. De son côté, George Madison, vit lui aussi une période compliquée. L'homme d’affaires est accusé de malversations financières et risque la prison. Il entretient par ailleurs une relation très compliquée avec son père, Charles. Alors qu'ils connaissent chacun la pire période de leur vie, George et Lisa se rencontrent.

## Fiche technique
Sauf indication contraire, les informations mentionnées dans cette section peuvent être confirmées par la base de données cinématographiques IMDb,  présente dans la section « Liens externes ».
- Titre francophone : Comment savoir
- Titre original : How Do You Know
- Réalisation et scénario : James L. Brooks
- Musique : Hans Zimmer
- Directeur de la photographie : Janusz Kaminski
- Montage : Richard Marks et Tracey Wadmore-Smith
- Distribution des rôles : Francine Maisler
- Création des décors : Jeannine Claudia Oppewall
- Direction artistique : John DeMeo
- Superviseur de la direction artistique : Anthony Dunne
- Décorateur de plateau : Merideth Boswell et Nancy Nye
- Création des costumes : Shay Cunliffe
- Producteurs : Julie Ansell, James L. Brooks, Laurence Mark (en) et Paula Weinstein

Coproducteur : Richard Marks
Producteurs délégués : Richard Sakai et John D. Schofield
Producteurs associés : Amanda Moshay et Seth Sanders
- Sociétés de production : Columbia Pictures, Gracie Films et Road Rebel
- Sociétés de distribution : Columbia Pictures (États-Unis), Sony Pictures Releasing France (France)
- Format : Couleur - 1.85:1 - 35 mm - son Dolby Digital / SDDS / DTS
- Pays d'origine :  États-Unis
- Durée : 121 minutes
- Langue originale : anglais
- Budget : 120 000 000 $[1]
- Dates de sortie : 
  - États-Unis et Canada : 17 décembre 2010
  - France : 26 janvier 2011

## Distribution
- Reese Witherspoon (VF : Laura Blanc ; VQ : Aline Pinsonneault) : Lisa Jorgenson
- Paul Rudd (VF : Damien Ferrette ; VQ : Patrice Dubois) : George Madison
- Owen Wilson (VF : Fabrice Josso ; VQ : Antoine Durand) : Matty
- Jack Nicholson (VF : Jean-Pierre Moulin ; VQ : Guy Nadon) : Charles Madison
- Dean Norris (VF : Jean-François Aupied) : Tom
- Yuki Matsuzaki (VF : Laurent Sao) : Tori
- Andrew Wilson : le coéquipier de Matty
- Kathryn Hahn (VF : Dominique Léandri ; VQ : Viviane Pacal) : Annie
- Shelley Conn (VF : Stéphanie Lafforgue ; VQ : Mélanie Laberge) : Terry
- Tony Shalhoub (VF : Michel Papineschi ; VQ : Jacques Lavallée) : le psychiatre
- Domenick Lombardozzi (VF : Pascal Germain ; VQ : Louis-Philippe Dandenault) : le lanceur de Bullpen
- John Tormey (VQ : Yves Massicotte) : le portier
- Ron McLarty : l'avocat de George
- Lenny Venito (VF : Georges Caudron ; VQ : Sylvain Hétu) : Al
- Mark Linn-Baker (VF : Bernard Alane ; VQ : Benoit Éthier) : Ron
- Molly Price (VF : Zaïra Benbadis ; VQ : Isabelle Miquelon) : Sally
- Mary Gallagher (VF : Laëtitia Lefebvre) : Mary
- Cyrus Newitt (VF : Thierry Murzeau) : le père d'Annie
- Jim Bouton : l'entraineur de Bullpen (caméo)
- Teyonah Parris (VF : Olivia Dalric) : Riva

Sources : VF, ; VQ

## Production
Le réalisateur-scénariste James L. Brooks a l'idée du film en voiture : « Le projet a commencé très simplement. Je suis passé en voiture à côté de terrains de football remplis de femmes et de joueuses de tous âges, et je me suis dit que cela faisait longtemps qu’on n’avait pas vu une sportive être l’héroïne d’un film. Comme j’adore faire des recherches, j’ai passé l’année suivante à discuter avec de grandes athlètes. » Il pense d'emblée à Reese Witherspoon pour le rôle féminin principal
James L. Brooks envisage tout d'abord Bill Murray pour incarner Charles Madison. Le rôle revient finalement à Jack Nicholson, pour sa quatrième et dernière collaboration avec le réalisateur-scénariste.
Le tournage a lieu à Washington, D. C. (rond-point Dupont, Nationals Park), Los Angeles et Philadelphie (Université Drexel, centre médical Penn Presbyterian d'University City, etc.).
Kathryn Hahn, qui incarne l'assistante enceinte de George, était réellement enceinte au moment du film. Elle a donné naissance à sa fille Mae durant la production. Elle reviendra terminer ses scènes quelques mois plus tard.

## Accueil
Comment savoir reçoit des critiques mitigées, voire négatives dans les pays anglophones. Sur le site américain Rotten Tomatoes, il n'obtient que 31% d'avis favorables pour 150 critiques et avec une note moyenne de 4,87⁄10. Sur Metacritic, il obtient une note moyenne de 46⁄100 pour 38 critiques. En France, le film obtient une note moyenne de 2,9⁄5 sur le site AlloCiné, qui recense 10 titres de presse.
Par ailleurs, le film est un échec commercial. Avec un budget de 120 millions de dollars, Comment savoir s'est classé directement à la neuvième place dès sa première semaine d'exploitation en salles aux États-Unis. Au bout de quatre semaines, le film, chutant au classement du box-office, a récolté 29 540 639 dollars.
| Pays ou région    | Box-office      | Date d'arrêt du box-office | Nombre de semaines |
| ----------------- | --------------- | -------------------------- | ------------------ |
| États-Unis Canada | 30 212 620 $    | 27 janvier 2011            | [ 11 ]             |
| France            | 102 012 entrées | -                          | -                  |
| Total mondial     | 48 668 907 $    | -                          | -                  |